# خان بيت جبور
خان بيت جبور (أو خان الأرمن كما كان يعرف فيما مضى) هو خان أثري يقع في مدينة بانياس التابعة لمحافظة طرطوس في شمال غرب سوريا. سجَّلته دائرة آثار طرطوس في سنة 2012 كجزءٍ من خطّتها للعناية بآثار المحافظة. تبلغ مساحة خان بيت جبور نحو 1,000 متر مربع، ويشبه طرازه المعماري طرازات البيوت الدمشقية القديمة. بني الخان قبل عدّة قرون، وقد كان وقتها نزلاً ينزل فيه زوار المدينة القادمون من الخارج، من طلبة العلم على الأرجح، واكتسب اسم خان الأرمن لنزول الأرمنيين فيه فترةً من الزّمن، ثم استمتلكته عائلة بيت جبور بدءاً من مطلع الخمسينيات، فنُسِبَ إليها. واليوم باتَ نافذ عزيز أحمد (ابن المالك السّابق من عائلة بيت جبور) هو المقيم الوحيد في الخان.
يتألّف خان بيت جبور من طابقين، الأول أرضي، والثاني مبنيٌّ فوقه عند الجهتين الغربية والشرقية، إلا أنّ المبنى مؤلّفٌ من طابق واحد فقط في الجهتين الشمالية والجنوبية. شكل البناء مستطيل، بوابته الرئيسية تفتح من جهة الغرب، وتوجد في وسط الخان ساحة واسعةٌ مستطيلة الشّكل، تقود منها أدراج حجرية إلى الطابق الثاني من البناء على الجانب الغربي. وخان بيت جبور مبنيّ من الحجر الرملي، وسقفه مشيَّدٌ من القضبان والألواح الخشبية، التي استبدلت أحياناً بالبيتون أو المونة الإسمنتية. الجزء الشمالي من الخان متضررٌّ إلى حد كبيرٍ، إذ انهارت الكثير من سقوفه وأغلقت عدّة غرفٍ منه.